# Nasu (Tochigi)
Nasu (那須町 Nasu-machi?) es un pueblo ubicado en el Distrito de Nasu, Tochigi, Japón.
Hasta el primero de abril de 2008, la población estimada del pueblo es de 26,629 y su densidad poblacional de 71.5 personas por km². El área total es de 372.31 km².
Este pueblo, también es conocido por sus onsen y por sus estaciones turísticas de sake y de esquí. También, la familia imperial tiene una villa en Nasu.